# Кубок Канады по кёрлингу
Кубок Канады по кёрлингу (англ. Canada Cup of Curling) — ежегодный турнир канадских мужских и женских команд по кёрлингу.
Проводится с 2003 года. Организатором является Ассоциация кёрлинга Канады.
Победители турнира, кроме призовых сумм, получают автоматическую квалификацию для участия в следующем розыгрыше Кубка Канады, в очередном розыгрыше Континентального кубка (в составе команды Северной Америки), а также в очередном Канадском олимпийском отборе по кёрлингу.
До 2008 года включительно турнир проводился в городе Камлупс (провинция Британская Колумбия). Начиная с 2009 турнир проводится в различных городах Канады. В 2013 турнир не проводился, в расписании кёрлингового сезона 2013—2014 в Канаде он был замещён очередным Канадским олимпийским отбором по кёрлингу 2013.
Титульным спонсором в 2011—2015 являлась американская финансовая корпорация Capital One Financial Corporation. Начиная с 2016 года титульным спонсором турнира является канадская компания Home Hardware Stores Ltd. (торговля товарами для дома, строительными материалами и фурнитурой) — поэтому с 2016 года полное название турнира пишется как «Home Hardware Canada Cup of Curling».

## Формат соревнований
На первом, групповом этапе команды играют между собой по круговой системе в один круг. Три лучшие команды группового этапа выходят во второй этап, плей-офф, где играют по олимпийской системе: команда, занявшая 1-е место, проходит напрямую в финал, команды, занявшие в группе 2-е и 3-е место, играют в полуфинале за выход в финал.

## Города проведения и призёры
| Год  | Город, провинция              | Мужчины                                                         | Мужчины                                                       | Женщины                                                        | Женщины                                                                 |
| Год  | Город, провинция              | Чемпион                                                         | Финалист                                                      | Чемпион                                                        | Финалист                                                                |
| ---- | ----------------------------- | --------------------------------------------------------------- | ------------------------------------------------------------- | -------------------------------------------------------------- | ----------------------------------------------------------------------- |
| 2003 | Камлупс, Британская Колумбия  | Дэвид Недохин, Рэнди Фёрби (скип), Скотт Пфейфер, Марсель Рок   | Джон Моррис, Joe Frans, Крейг Сэвилл, Брент Лэинг             | Шерри Мидо, Кирстен Уолл, Андреа Лоус, Sheri Cordina           | Келли Лоу, Джорджина Уиткрофт, Джулия Скиннер, Диана Дезура             |
| 2004 | Камлупс, Британская Колумбия  | Дэвид Недохин, Рэнди Фёрби (скип), Скотт Пфейфер, Марсель Рок   | Джон Моррис, Кевин Кюи, Марк Кеннеди, Paul Moffatt            | Колин Джонс, Ким Келли, Мэри-Энн Уэй, Нэнси Делахант           | Шерри Андерсон, Kim Hodson, Sandra Mulroney, Donna Gignac               |
| 2005 | Камлупс, Британская Колумбия  | Кевин Мартин, Дон Валчак, Картер Райкрофт, Дон Бартлетт         | Дэвид Недохин, Рэнди Фёрби (скип), Скотт Пфейфер, Марсель Рок | Шэннон Клейбринк, Эми Никсон, Гленис Баккер, Кристин Кешен     | Джен Беткер, Sherry Linton, Джоан Маккаскер, Марсия Гудерайт            |
| 2006 | Камлупс, Британская Колумбия  | Кевин Мартин, Дон Валчак, Картер Райкрофт, Дон Бартлетт         | Гленн Ховард, Ричард Харт, Брент Лэинг, Крейг Сэвилл          | Кэти Кинг, Лори Армистед, Raylene Rocque, Tracy Bush           | Дженнифер Джонс, Кэти Овертон-Клэпем, Джилл Оффисер, Джорджина Уиткрофт |
| 2007 | Камлупс, Британская Колумбия  | Дэвид Недохин, Рэнди Фёрби (скип), Скотт Пфейфер, Марсель Рок   | Кевин Мартин, Джон Моррис, Марк Кеннеди, Бен Хеберт           | Дженнифер Джонс, Кэти Овертон-Клэпем, Джилл Оффисер, Дон Эскин | Кэти Кинг, Лори Армистед, Raylene Rocque, Diane Dealy                   |
| 2008 | Камлупс, Британская Колумбия  | Блэйк Макдональд, Кевин Кюи, Картер Райкрофт, Нолан Тиссен      | Кевин Мартин, Кевин Парк, Марк Кеннеди, Бен Хеберт            | Стефани Лоутон, Марлиз Кэснер, Шерри Синглер, Лана Вэй         | Келли Скотт, Джина Шредер, Саша Картер, Рене Симмонс                    |
| 2009 | Йорктон, Саскачеван           | Кевин Мартин, Джон Моррис, Марк Кеннеди, Бен Хеберт             | Дэвид Недохин, Рэнди Фёрби (скип), Скотт Пфейфер, Марсель Рок | Шэннон Клейбринк, Эми Никсон, Бронвин Уэбстер, Челси Белл      | Мари-Франс Ларуш, Энни Лимэй, Joëlle Sabourin, Véronique Brassard       |
| 2010 | Медисин-Хат, Альберта         | Гленн Ховард, Уэйн Мидо, Брент Лэинг, Крейг Сэвилл              | Кевин Мартин, Джон Моррис, Марк Кеннеди, Бен Хеберт           | Стефани Лоутон, Шерри Андерсон, Шерри Синглер, Марлиз Кэснер   | Шерил Бернард, Сьюзан О’Коннор, Кэролин Дербишир, Кори Моррис           |
| 2011 | Кранбрук, Британская Колумбия | Кевин Мартин, Джон Моррис, Марк Кеннеди, Бен Хеберт             | Гленн Ховард, Уэйн Мидо, Брент Лэинг, Крейг Сэвилл            | Дженнифер Джонс, Кейтлин Лоус, Joëlle Sabourin, Дон Эскин      | Челси Кэри, Кристи Дженион, Кристин Фостер, Линдси Титеридж             |
| 2012 | Мус-Джо, Саскачеван           | Джефф Стоутон, Джон Мид, Рид Карразерс, Марк Николс             | Гленн Ховард, Уэйн Мидо, Брент Лэинг, Крейг Сэвилл            | Стефани Лоутон, Шерри Андерсон, Шерри Синглер, Марлиз Кэснер   | Кейтлин Лоус, Кирстен Уолл, Джилл Оффисер, Дон Эскин                    |
| 2014 | Кемроз, Альберта              | Майк Макьюэн, Би Джей Ньюфелд, Мэтт Возняк, Дэнни Ньюфелд       | Брэд Джейкобс, Райан Фрай, Эрик Харнден, Райан Харнден        | Валери Свитинг, Лори Олсон-Джонс, Дана Фергюсон, Рашель Браун  | Рэйчел Хоман, Эмма Мискью, Джоанн Кортни, Лиза Уигл                     |
| 2015 | Гранд-Прери, Альберта         | Кевин Кюи, Марк Кеннеди, Брент Лэинг, Бен Хеберт                | Майк Макьюэн, Би Джей Ньюфелд, Мэтт Возняк, Дэнни Ньюфелд     | Рэйчел Хоман, Эмма Мискью, Джоанн Кортни, Лиза Уигл            | Валери Свитинг, Лори Олсон-Джонс, Дана Фергюсон, Рашель Браун           |
| 2016 | Брандон, Манитоба             | Рид Карразерс, Брэйден Москови, Дерек Самагалски, Колин Ходжсон | Марк Николс, Чарли Томас, Бретт Галлант, Джефф Уокер          | Дженнифер Джонс, Кейтлин Лоус, Джилл Оффисер, Дон Макьюэн      | Рэйчел Хоман, Эмма Мискью, Джоанн Кортни, Лиза Уигл                     |
| 2018 | Эстеван, Саскачеван           | Брэд Джейкобс, Марк Кеннеди, И Джей Харнден, Райан Харнден      | Кевин Кюи, Би Джей Ньюфелд, Колтон Флеш, Бен Хеберт           | Дженнифер Джонс, Кейтлин Лоус, Джоселин Петерман, Дон Макьюэн  | Керри Эйнарсон, Вал Свитинг, Шэннон Бёрчард, Бриан Мейлё                |
| 2019 | Leduc, Альберта               | Джон Эппинг, Райан Фрай, Mathew Camm, Брент Лэинг               | Кевин Кюи, Би Джей Ньюфелд, Колтон Флеш, Бен Хеберт           | Рэйчел Хоман, Эмма Мискью, Джоанн Кортни, Лиза Уигл            | Трэйси Флёри, Селена Ньегован, Лиз Файф, Кристин Маккуиш                |

## Медальный зачёт по скипам
(по состоянию на 2 декабря 2019, с учетом результатов розыгрыша Кубка Канады 2019)
| Скип            | 1 | 2 | 3 | Всего |
| --------------- | - | - | - | ----- |
| Кевин Мартин    | 4 | 3 | 0 |       |
| Рэнди Фёрби     | 3 | 2 | 0 |       |
| Кевин Кюи       | 2 | 2 | 1 |       |
| Гленн Ховард    | 1 | 3 | 1 |       |
| Майк Макьюэн    | 1 | 1 | 1 |       |
| Брэд Джейкобс   | 1 | 1 | 0 |       |
| Джефф Стоутон   | 1 | 0 | 3 |       |
| Джон Эппинг     | 1 | 0 | 2 |       |
| Рид Карразерс   | 1 | 0 | 0 |       |
| Джон Моррис     | 0 | 2 | 1 |       |
| Марк Николс     | 0 | 1 | 0 |       |
| Брэд Гушу       | 0 | 0 | 3 |       |
| Брендан Боттчер | 0 | 0 | 1 |       |
| Уэйн Мидо       | 0 | 0 | 1 |       |
| Shawn Adams     | 0 | 0 | 1 |       |

| Скип                         | 1 | 2 | 3 | Всего |
| ---------------------------- | - | - | - | ----- |
| Дженнифер Джонс              | 4 | 1 | 1 |       |
| Стефани Лоутон               | 3 | 0 | 0 |       |
| Рэйчел Хоман                 | 2 | 2 | 1 |       |
| Шэннон Клейбринк             | 2 | 0 | 2 |       |
| Кэти Кинг                    | 1 | 1 | 0 |       |
| Валери Свитинг               | 1 | 1 | 0 |       |
| Колин Джонс                  | 1 | 0 | 0 |       |
| Шерри Мидо                   | 1 | 0 | 0 |       |
| Шерил Бернард                | 0 | 1 | 2 |       |
| Шерри Андерсон               | 0 | 1 | 1 |       |
| Челси Кэри                   | 0 | 1 | 1 |       |
| Келли Скотт                  | 0 | 1 | 1 |       |
| Керри Эйнарсон               | 0 | 1 | 1 |       |
| Джен Беткер                  | 0 | 1 | 0 |       |
| Мари-Франс Ларуш             | 0 | 1 | 0 |       |
| Кейтлин Лоус                 | 0 | 1 | 0 |       |
| Келли Лоу                    | 0 | 1 | 0 |       |
| Трэйси Флёри                 | 0 | 1 | 0 |       |
| Хезер Недохин                | 0 | 0 | 2 |       |
| Suzanne Gaudet (Сьюзан Бёрт) | 0 | 0 | 1 |       |
| Рене Зонненберг              | 0 | 0 | 1 |       |
| Энн Мерклингер               | 0 | 0 | 1 |       |